# ライプツィヒ・ジャカルタリスト
ライプツィヒ・ジャカルタリスト（英語:Leipzig–Jakarta list）は、言語学において、複数の言語間で共通して安定した意味を持つ語彙を特定するために作成された100語のリストである。このリストは、言語間の比較や言語の歴史的関係性を研究する際に使用される。

## 概要
ライプツィヒ・ジャカルタリストは、2009年にマーティン・ハスペルマート（Martin Haspelmath）とウーリ・タドモール（Uri Tadmor）によって提案された。これは、従来のスワデシュ・リストに代わる、より科学的な基準に基づく語彙リストを目指したものである。スワデシュ・リストが主に英語に基づいて作成されたのに対し、ライプツィヒ・ジャカルタリストは、多様な言語（特に非インド・ヨーロッパ語族）を対象に、借用されにくい語彙を選定している。
リストの選定基準には以下の点が含まれる
- 普遍性：ほとんどの言語で表現される概念であること。
- 安定性：借用されにくい語彙であること。
- 単純性：複合語や派生語ではなく、基本的な語彙であること。

## リスト
ライプツィヒ・ジャカルタリストは100語のリストから成立している。
リストの内容はスワデシュ・リストと一部重複しているが、非ヨーロッパ言語における語彙の借用傾向を考慮して選ばれている。
- 自然現象（「火」「水」「木」など）
- 身体部位（「目」「手」「足」など）
- 基本的な動作や状態（「食べる」「飲む」「見る」など）